# Levi Jacobs
Levi Jacobs (Haarlem, 1992) is een Nederlandse schrijver en scenarist. Hij debuteerde bij uitgeverij Atlas Contact in 2025 met zijn roman Wie ik ben. Hij schreef verhalen voor Hollands Maandblad, Tirade, De Revisor, De Gids, Deus ex Machina, Kluger Hans en Liter. Sinds 2024 is hij hoofdredacteur van Liter, een literair tijdschrift dat onder het motto lezen is geloven de verbinding zoekt tussen religie en literatuur. Ook in het werk van Jacobs speelt religie een belangrijke rol.

## Biografie
Jacobs is opgegroeid in Haarlem. Hij studeerde wijsbegeerte en rechten aan de Universiteit van Amsterdam.  Voordat hij zich op het schrijven toelegde, werkte hij als advocaat. In 2023 ontving hij de aanmoedigingsbeurs van Hollands Maandblad in de categorie proza. In de laudatio werd over het kortverhaal Ruimtepuin het volgende opgemerkt: 'Hallucinant proza […]. Zo’n auteur moet worden aangemoedigd om lezers in de betovering gevangen te houden – want de immer op de loer liggende onttovering moet altijd worden tegengegaan.' In samenwerking met Simon van der Zande schreef hij het scenario voor de kortfilm Entre Nous, die werd geselecteerd voor verschillende filmfestivals.

## Prijzen
- Hollands Maandblad Beurs in de categorie proza uitgereikt door het Hollands Maandblad.[13]